# Chromothericles pulchripes
Chromothericles pulchripes är en insektsart som beskrevs av Marius Descamps 1977. Chromothericles pulchripes ingår i släktet Chromothericles och familjen Thericleidae. Inga underarter finns listade i Catalogue of Life.